# Wierzbówka nadrzeczna
Wierzbówka nadrzeczna (Epilobium dodonaei Vill.) – gatunek rośliny z rodziny wiesiołkowatych (Onagraceae). Występuje w środkowej i południowo-wschodniej Europie oraz w południowo-zachodniej Azji.

## Morfologia

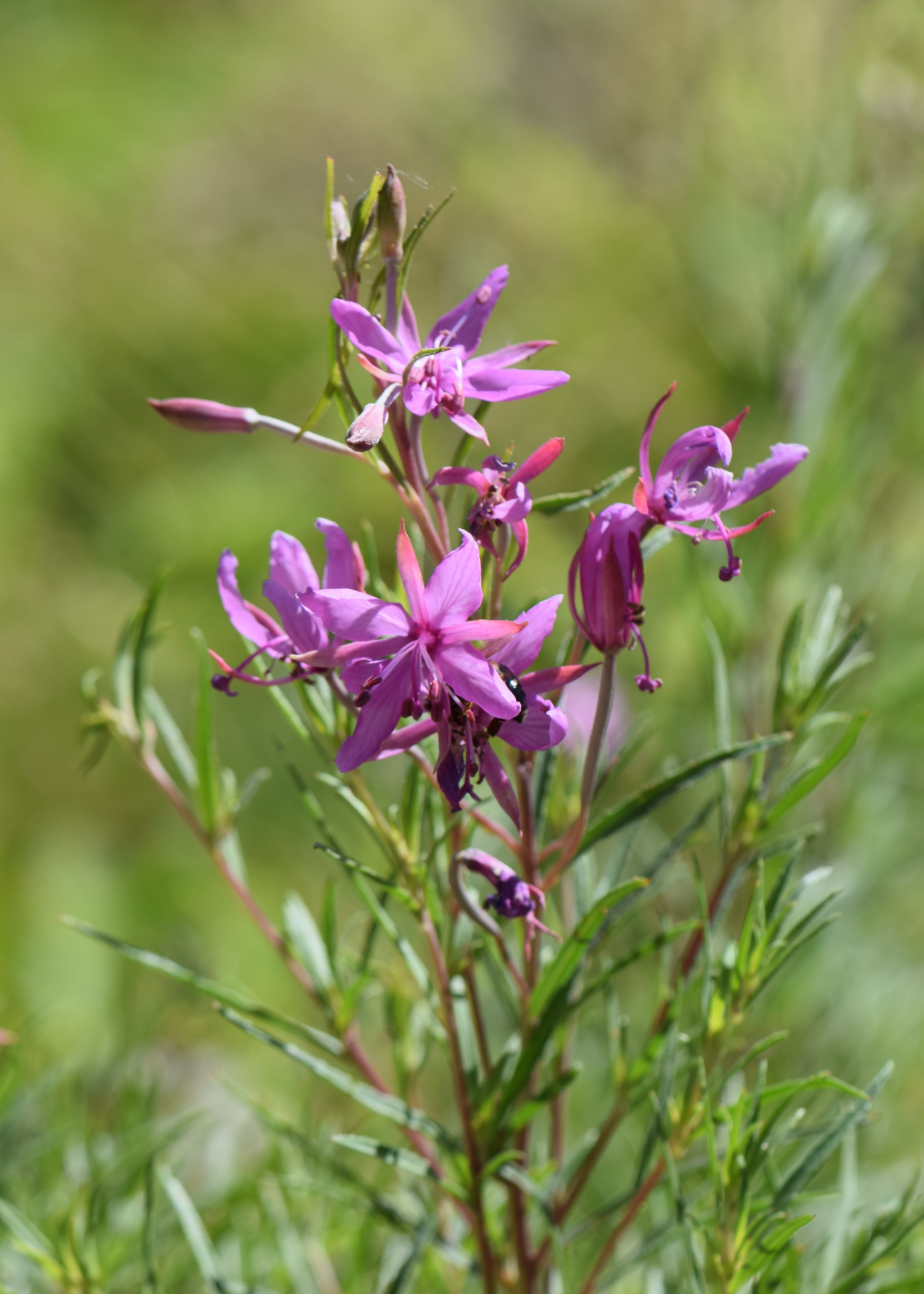
Kwiatostan

PokrójWysokość do ok. 70 cm, zazwyczaj 40 cm.
KwiatyStosunkowo duże ok. 2 cm średnicy, różowoliliowe, w środku ciemne, purpuroworóżowe.
LiścieDość sztywne, wąskie, do 5 mm szerokości, wydłużone, podobne do liści rozmarynu – stąd dawna nazwa E. rosmarinifolium.

## Biologia i ekologia
Bylina, hemikryptofit. Występuje na kamienistych brzegach górskich rzek i potoków, żwirowiskach oraz na hałdach. Tworzy tam często zbiorowisko wraz z wrześnią pobrzeżną Myricaria germanica. Kwitnie od lipca do września.